# Spatola di Ayre

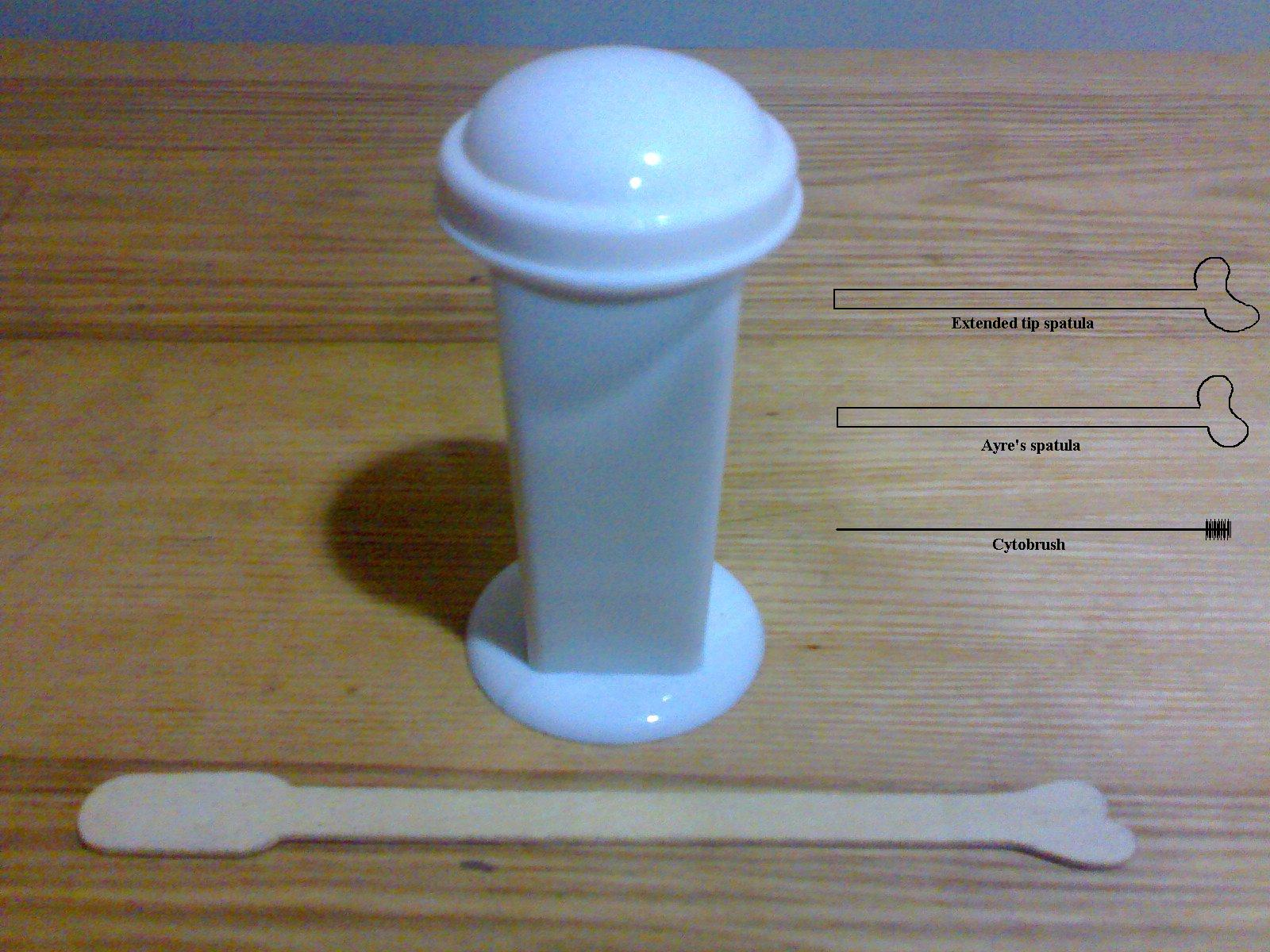
Una spatola di Ayre

La spatola di Ayre è una sottile asticella in genere di legno, ma realizzata attualmente anche in plastica e altri materiali, utilizzata dall'ostetrico e dal ginecologo per effettuare il prelievo per il paptest.
La sua forma è studiata per adattarsi alla convessità del collo dell'utero in modo che il medico, strisciandola su di esso e ruotandola di 360 gradi, effettui il prelievo dalla superficie dell'esocollo e della parte iniziale dell'endocollo. Successivamente l'estremità viene immediatamente strisciata sul vetrino in modo che le cellule asportate vengano depositate e poi fissate su di esso con apposito liquido. Il vetrino così può essere inviato all'anatomo-patologo che effettuerà l'esame citologico.